# Národní park Manas
Národní park Manas je indický národní park ve státě Ásám. Vyskytuje se v něm poměrně velké množství endemitů, díky čemuž je oblastí vyhledávanou jak turisty, tak vědci.
Pro svou výjimečnost byl v roce 1985 zařazen ke světovému dědictví UNESCO.